# Батюто, Анатолий Иванович
Анато́лий Ива́нович Батю́то (1920—1991) — советский литературовед, кандидат филологических наук, специалист по русской литературе XIX века, исследователь творчества И. С. Тургенева и Ф. М. Достоевского.

## Биография
Родился 18 сентября 1920 года в деревне Рудня (ныне Клинцовского района Брянской области) в крестьянской семье. С 1928 года жил в Ленинграде. В 1939 году окончил среднюю школу. В 1940 году призван по спецнабору в Краснознамённый Балтийский флот.
Круг интересов будущего учёного сформировался в юношеские годы во время посещения творческого кружка при ленинградском Доме комсомола. В 1945 году (после участия в боевых действиях, лечения в вологодском госпитале, пребывания в эвакуации и недолгой учёбы в Ростовском университете) поступил на филологический факультет Ленинградского государственного университета. По окончании вуза и аспирантуры пришёл работать в Институт русской литературы (Пушкинский Дом) Российской академии наук.
Кандидатская диссертация Батюто, защита которой состоялась в 1952 году, была посвящена роману «Отцы и дети» и общественно-политической борьбе 1860-х годов (научный руководитель — профессор ЛГУ Г. А. Бялый). В 1956 году учёный участвовал в работе над фундаментальным 10-томным изданием «История русской литературы», выпускавшимся АН СССР; в 1962 году, имея репутацию опытного тургеневеда, привлекался к написанию разделов о романах «Накануне» и «Отцы и дети» в двухтомнике «История русского романа».

## Научная деятельность
Научная биография А. И. Батюто включала, помимо изучения творчества Тургенева, подготовку текстов и комментарии к романам и письмам Достоевского, анализ наследия Гончарова, Толстого, Солженицына и других писателей. В сферу деятельности литературоведа входили аналитические работы, связанные с происхождением слова «нигилизм», исследование парижских рукописей Тургенева, сбор и систематизация материалов по полемике Тургенева с Толстым, комментарии к дневникам Достоевского, сравнение этико-эстетического опыта в романах «Отцы и дети» и «Обрыв».

## Основные работы
Анатолий Батюто — автор многочисленных статей и книг.
- Ю. Сорокин, Марина Касторская, Борис Городецкий, А. И. Батюто, Т. Чирковская, Наталия Гердзей-Капица, Ксения Муратова. Изучение языка и стиля художественных произведений в школе. — М.: Государственное учебно-педагогическое издательство Министерства Просвещения РСФСР. — Т. 1953. — 204 с.
- А. И. Батюто. К вопросу о происхождении слова «нигилизм» в романе И. С. Тургенева «Отцы и дети» // Известия АН СССР. Отделение литературы и языка. — М., 1953. — Т. VII, вып. 6. — С. 520—525.
- А. И. Батюто. Примечания к романам «Накануне», «Отцы и дети» // Тургенев И. С. Собрание сочинений. — М., 1954. — Т. 3. — С. 373—411.
- А. И. Батюто. Подготовка текста и примечания // Русские повести XIX в. 60-х годов. — М., 1956. — Т. 1. — С. 491—507.
- А. И. Батюто. Подготовка текста и примечания // Русские повести XIX в. 60-х годов. — М., 1956. — Т. 2. — С. 535—542.
- А. И. Батюто. Парижская рукопись романа И. С. Тургенева «Отцы и дети» // Русская литература. — 1961. — № 4. — С. 57—78.
- А. И. Батюто. Тургенев — романист. — Л.: Наука. Ленинградское отделение, 1972. — 390 с.
- А. И. Батюто. Творчество И. С. Тургенева и критико-эстетическая мысль его времени. — М.: Наука, 1990. — 304 с. — ISBN 5-02-027874-2.
- А. И. Батюто. Избранные труды. — Нестор, 2004. — 960 с. — ISBN 5-98187-042-7.
- А. И. Батюто. А.И. Солженицын и отечественная литература XIX-XX веков. Записки филолога. — Нестор-История, 2006. — С. 136. — ISBN 5-98187-111-3.
- А. И. Батюто. Дневник: 1936—1952 годы; Стихи. — СПб.: Скифия-принт, 2012. — 440 с. — ISBN 978-5-98620-070-5.
- А. И. Батюто. Тургенев и другие. — СПб.: Петрополис, 2014. — 880 с. — ISBN 978-5-9676-0561-1.